# Jiří Prskavec (piragüista, 1993)
Jiří Prskavec (Mělník, 18 de mayo de 1993) es un deportista checo que compite en piragüismo en la modalidad de eslalon. Su padre, Jiří Prskavec, compitió en el mismo deporte.
Participó en tres Juegos Olímpicos de Verano, obteniendo dos medallas, bronce en Río de Janeiro 2016 y oro en Tokio 2020, ambas en la prueba de K1 individual, y el octavo lugar en París 2024, en la misma prueba.
Ganó once medallas en el Campeonato Mundial de Piragüismo en Eslalon, entre los años 2013 y 2023, y diecinueve medallas en el Campeonato Europeo de Piragüismo en Eslalon entre los años 2011 y 2025.
En los Juegos Europeos de Cracovia 2023 consiguió una medalla de oro en la prueba de K1 individual.

## Palmarés internacional
| Juegos Olímpicos   | Juegos Olímpicos               | Juegos Olímpicos  | Juegos Olímpicos |
| Año                | Lugar                          | Medalla           | Competición      |
| ------------------ | ------------------------------ | ----------------- | ---------------- |
| 2016               | Río de Janeiro (Brasil)        | Medalla de bronce | K1 individual    |
| 2020               | Tokio (Japón)                  | Medalla de oro    | K1 individual    |
| Campeonato Mundial |                                |                   |                  |
| Año                | Lugar                          | Medalla           | Competición      |
| 2013               | Praga (República Checa)        | Medalla de plata  | K1 individual    |
| 2014               | Deep Creek (Estados Unidos)    | Medalla de plata  | K1 por equipos   |
| 2015               | Londres (Reino Unido)          | Medalla de oro    | K1 individual    |
| 2015               | Londres (Reino Unido)          | Medalla de oro    | K1 por equipos   |
| 2017               | Pau (Francia)                  | Medalla de oro    | K1 por equipos   |
| 2018               | Río de Janeiro (Brasil)        | Medalla de plata  | K1 individual    |
| 2018               | Río de Janeiro (Brasil)        | Medalla de bronce | K1 por equipos   |
| 2019               | Seo de Urgel (España)          | Medalla de oro    | K1 individual    |
| 2019               | Seo de Urgel (España)          | Medalla de plata  | K1 por equipos   |
| 2023               | Londres (Reino Unido)          | Medalla de oro    | K1 por equipos   |
| 2023               | Londres (Reino Unido)          | Medalla de plata  | K1 individual    |
| Juegos Europeos    |                                |                   |                  |
| Año                | Lugar                          | Medalla           | Competición      |
| 2023               | Cracovia (Polonia)             | Medalla de oro    | K1 individual    |
| Campeonato Europeo |                                |                   |                  |
| Año                | Lugar                          | Medalla           | Competición      |
| 2011               | Seo de Urgel (España)          | Medalla de bronce | K1 individual    |
| 2013               | Cracovia (Polonia)             | Medalla de oro    | K1 individual    |
| 2013               | Cracovia (Polonia)             | Medalla de oro    | K1 por equipos   |
| 2014               | Viena (Austria)                | Medalla de oro    | K1 individual    |
| 2016               | Liptovský Mikuláš (Eslovaquia) | Medalla de oro    | K1 individual    |
| 2016               | Liptovský Mikuláš (Eslovaquia) | Medalla de oro    | K1 por equipos   |
| 2017               | Tacen (Eslovenia)              | Medalla de oro    | K1 por equipos   |
| 2017               | Tacen (Eslovenia)              | Medalla de bronce | K1 individual    |
| 2018               | Praga (República Checa)        | Medalla de oro    | K1 por equipos   |
| 2018               | Praga (República Checa)        | Medalla de bronce | K1 individual    |
| 2019               | Pau (Francia)                  | Medalla de oro    | K1 por equipos   |
| 2020               | Praga (República Checa)        | Medalla de oro    | K1 individual    |
| 2020               | Praga (República Checa)        | Medalla de plata  | K1 por equipos   |
| 2021               | Ivrea (Italia)                 | Medalla de oro    | K1 por equipos   |
| 2022               | Liptovský Mikuláš (Eslovaquia) | Medalla de oro    | K1 individual    |
| 2022               | Liptovský Mikuláš (Eslovaquia) | Medalla de oro    | K1 por equipos   |
| 2024               | Tacen (Eslovenia)              | Medalla de oro    | K1 por equipos   |
| 2024               | Tacen (Eslovenia)              | Medalla de plata  | C1 por equipos   |
| 2025               | Vaires-sur-Marne (Francia)     | Medalla de oro    | K1 individual    |